# Таштицька культура
Таштицька культура — археологічна культура пізньої залізної доби, що процвітала в долині Єнісею в Сибіру в ІІ до Р. Х. — V століттях  по Р.Х..
Є багато в чому наступницею тагарської культури
, принципово відрізняється від неї широким поширенням заліза. 
Господарство, як і раніше, залишалося землеробсько-скотарським. 
Нововведенням була поява примітивної сохи, но, втім, не витіснила мотику
Пам'ятки зустрічаються в Мінусинській улоговині, околицях сучасного Красноярська, на сході Кемеровської області.
Про соціальний розвиток таштикців свідчать поховання. 
Вони поділяються на скромні ґрунтові могили та величезні склепи, схожі на пізні поховання тагарської знаті. 
Єнісейська аристократія зберігає колишні, скіфські звичаї бальзамування, бойового татуювання. 
З'являється і нове: у склепи кладуть курячі яйця, з небіжчиків знімають гіпсові маски, зустрічаються поховання ляльок. 
У склепах знайдено дерев'яні частини китайських церемоніальних парасольок, які у хунну були знаками влади.

## Історія дослідження
Перші письмові відомості про пам'ятки таштицької епохи залишені керівником академічної експедиції до Сибіру П. С. Палласом (1768—1774). 
Він повідомляє зі слів шукачів скарбів про похоронні маски: «… траплялося знаходити зроблені на фарфор схожої матерії худі людські голови звичайної величини, розфарбовані зеленими та червоними фарбами» 
.
Регулярні археологічні дослідження таштицьких пам'яток починаються з 1883 розкопками ревізора губернського акцизного управління О. В. Адріанова на Тагарському острові поблизу Мінусинська. 
В 1903 Адріанов розкопав найбільший пам'ятник таштицької культури — Оглахтинський могильник. 
Там були виявлені поховальні маски, а також різноманітна зброя, включаючи великі прямокутні щити з натягнутої на дерев'яний каркас шкіри 
.
В окрему історичну культуру пам'ятники були виділені в 1920-ті роки С. О. Теплоуховим після комплексних досліджень у районі села Знам'янка, зокрема, на річці Таштип.
Найбільші дослідження таштицьких пам'яток в 1930-1940-і роки провів С. В. Кисельов. 
Великим досягненням стали розкопки Ташебінського палацу. 
В 1960—1970-ті роки було проведено охоронні розкопки в зоні затоплення Красноярського водосховища. 
Вперше досліджувалися цілі цвинтарі, а чи не окремі могили. 
Біля склепів, серед ґрунтових могил, були розкриті ямки із залишками тризн та цілі поминальні комплекси. 
Робота проводилася під керівництвом М. П. Грязнова.

## Поховальні маски

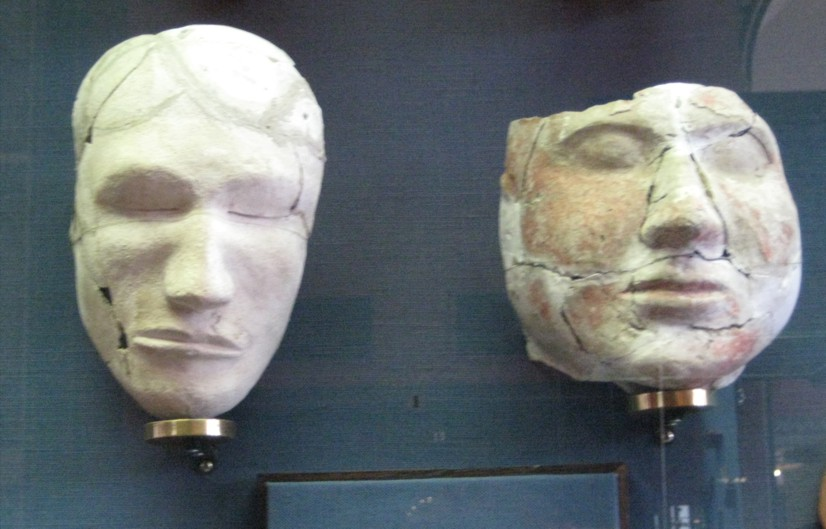
Таштицькі маски з білої глини з двоколірним орнаментом, що вицвіло.

Після спалення на ритуальному багатті кальциновані кістки покійних зашивались у хутряні мішечки, які містилися в набиті травою ляльки зі шкур худоби. 
У степових районах Хакасії збереглися могильники з подібними ляльками 
. 
На місце обличчя ляльки укладалася портретна поховальна маска, зліплена по знятому з обличчя покійного зліпку з глини з додаванням гіпсу та вапняку. 
Іноді маски мають форму бюста. 
Перед похованням маски розписували, як правило, червоною фарбою: на лобі зазвичай зображалася спіраль, на підборіддя і щоки наносилися плями, що імітують рум'янець .

## Зачіска та головні убори
Таштицькі головні убори мають аналоги серед інших південносибірських культур, зокрема пазирицької. 
За матеріалами Оглахтинського могильника відомі головні убори конічного типу, що прикривають потилицю та вуха, і головні убори «у вигляді «чепця або шапки-вушанки» .
Широко поширена серед таштикців була зачіска у вигляді довгої коси з власного або накладного волосся, яка укладалася на тім'ї. 
Решта волосся при цьому зголювалася. 
Як накосники використовували туєски з берести, які обтягували строкатим китайським шовком 

Аналогічну функцію, певне, виконували і виявлені археологами шкіряні мішечки, набиті волоссям чи травою. 
.

## Поховання
Кургани-склепи мають вигляд кам'яно-земляних насипів діаметром 10-20 м, висотою 0,4-1,5 м, із западинами в центрі. 
По периметру котловану споруджували огорожу-крепиду, із заходу влаштовували наземні входи-дромоси. 
Стіни або облицьовувалися плитами, або тином і кліттю, вздовж стін-піл з плах в 1-2 яруси, перекриття з колод, берести та плиток.
Склепи після закінчення у них поховання підпалювали. 
Ховали переважно кремовані кістки померлих, мабуть, поміщені в ляльки, а в ранніх склепах зустрічаються скелети та парціальні поховання. 
Посудом для попелу були матер'яні мішечки, сумочки з трави, коробки з берести, дерев'яні скриньки та внутрішня порожнина масок-бюстів. 
Число похованих у склепах у вигляді трупів, ляльок і просто попелу в мішечках залежить від розмірів конструкцій. 
У найпростіших малих склепах укладалися від 10 до 40 небіжчиків. 
У великі склепи поміщали до 100 і більше залишків кремованих людей. 
Поховання дітей віком до 7 років відбувалися окремо. На околицях таштицьких ґрунтових цвинтарів, найчастіше поруч зі склепами, встановлювали ряди кам'яних стел із поминальними ямками. 
Вони служили місцем відправлення жертовних тризн за померлими родичами. 
Перед кам'яними стовпами в ямку або прямо на поверхню землі клали напої в горщиках та шматки м'яса, переважно баранини чи яловичини.

## Антропологічний тип, етнічна та генетична приналежність
Представники культури мали змішаний антропологічний тип, про що свідчать похоронні маски в Ермітажі, Мінусинському та Хакаському 

музеях. 
«Серед них зустрічаються як європеоїди , далекі нащадки місцевого населення епохи раннього заліза, так і монголоїди, які освоїли територію Середнього Єнісею в останні століття» 
. 
У склепах знаті у похованих більшою мірою виражена монголоїдність, ніж у рядових похованнях, де довго переважали європеоїдні риси підкореного тагарського населення.
У радянській археології після робіт С. В. Кисельова і Л. Р. Кизласова взяла гору теорія динліно-гяньгуньського етногенезу, згідно з якою таштицька культура зазначила формування на Єнісеї єдиного етносу «древніх хакасів» (єнисейські киргизи) шляхом асиміляції тюркомовних

динлінів прийшлими тюркомовними гяньгунями. 
Однак китайські джерела вважають гяньгуней (єнісейських киргизів) прямими нащадками динлінів 

. 
У пізніших роботах Ю. С. Худякова ця концепція ставиться під сумнів і робиться висновок про те, що пам'ятники таштицької культури в Мінусинській улоговині «не мають відношення до етнокультурогенезу давніх киргизів» 
.
На думку деяких антропологів, антропологічний тип таштикців відповідає сучасній уральській расі і є вихідним для ряду сучасних етнічних груп Саяно-Алтаю, в тому числі і для частини хакасів
. 
Завершення формування сучасного антропологічного складу хакасів припадає на  початок II тисячоліття по Р.Х., тобто період розквіту культури Киргизького каганату.
У витягнутих мтДНК з останків  п'яти жінок у похованні таштицької епохи виявлено лінії C, HV, H, N9a, і T1 
. 
Представник таштицької культури TASTYK S34 належить до Y-хромосомної гаплогрупи R1a1a , відрізняючись від представника тагарської культури TAGAR S24 лише на одну мутацію і будучи прямим нащадком тагарців, які, попри зміну культури, продовжували існувати 
.